# 中村勉 (建築家)
中村勉（なかむら べん、1946年‐）は、日本の建築家。プランナー。建設コンサルタント。中村勉総合計画事務所代表。元工学院大学教授、ものつくり大学名誉教授。

## 人物
一般社団法人木創研理事長。脱炭素社会推進会議代表議長（22団体）元東京建築士会会長、元環境委員会委員長、日本建築士会連合会環境部会長。日本建築家協会 JIA元環境行動ラボ代表。日本建築学会 元地球環境委員会委員長。公共建築協会・都市デザイン会議会員。公益財団法人十市県主今西家保存会理事。元福島県南相馬市復興会議委員、元浪江町復興委員。

## 略歴
- 1969年東大健築学科卒　槇総合計画事務所にて金沢地先並木町住宅地、金沢海の公園、加藤学園、聖マリア学園、マレーシアサバ州リカススポーツ公園、トヨタ鞍ヶ池記念館設計。
- 1970年以降、横浜市で田村明のまちづくりに参加。
- 1987年から長島幸一氏とAURコンサルタント設立。副所長として、マレーシアサバ州都市設計に参加、石原なちこ記念体育館設計。
- 1988年中村勉総合計画事務所設立。那須友愛の森・彫刻シンポジウム設計、多摩ニュータウン唐木田地区住宅地景観計画設計、長野県浪合村新しい村づくり、福島県相双地域鹿島町まちづくり事業、秋田県仙北平野中仙町水の郷づくり、大島町農林業活性化事業計画、奈良県宇陀市菟田野町で木造公共施設設計・監修などに従事。菟田野町役場。菟田野町保健センター、菟田野小学校、木造町営団地、グランソウル奈良等設計。愛知県長久手南部景観計画、秋田県鹿角市毛馬内のこもせの町再生計画等のまちづくりに参加
- 1989年から長澤悟氏と学校施設計画を、外山義氏と福祉施設計画を研究し、建築・地域計画を通じ、地球環境問題への啓蒙、木造建築の規制緩和と普及、学校教育環境への提案、 福祉サービスの将来像、地域の活力を育てる活動を行っている。
- 2007年環境省21世紀環境立国戦略部会委員、その後環境省中長期ロードマップ委員会委員、国交省・経産省・環境省低炭素社会に向けた住まいと住まい方推進会議委員、 林野庁・国交省木のまち木のいえ推進フォーラム幹事委員、経産省NEDO審査委員、環境省学校エコ改修・環境教育事業顧問などを歴任し、 環境建築の研究と低炭素社会政策提言を行っている。環境省学校エコ改修事業、全国エコハウス建設・普及事業プロデュース。
- 2011年UIA東京大会では2050EARTH CATALOGUE展をプロデュースし、160の2050年社会の断片を展示、16のトークショーを主催した。
- 2009年環境省の環境研究総合推進費の支援により、日本建築学会で「低炭素社会の理想都市実現に向けて」の研究を3年間行い、 その成果を東大、日大、東工大のグループと2011年4月に13+1の提言にまとめた。この背景を基に3.11大震災後の福島復興計画を各分野に発信している。南相馬市復興有識者会議委員、浪江町復興有識者会議委員。復興計画から浪江町、飯舘村、南相馬市への再生可能エネルギー提案、ローコストゼロエネルギーハウスの提案を行ってきた。この試みが全国へ展開し、スカイソーラー発電所計画となり、Wales, Durban, Cailo, Bangkok, Colomboなどで身近にエネルギーを作る方法を提案している。
- 同時にキマドクワトロサッシを開発し、一般社団法人木創研を設立し、広窓のパッシブ型ゼロエネルギーハウスを各地の工務店、設計者、建材メーカーを支援する方式で建設を始める。
- 2013年8月JIAマガジンに槇文彦氏らと国立競技場の巨大な建築物が神宮外苑に造られることに異議を唱えた。 10月11日槇グループは約100人の建築家の賛同を集めて、青年館でシンポジウムを開催した（平凡社から出版）。その後、2014年7月7日建築三会にJSCが説明会を開き、その後7月17日に三会は質問状を提出した。この会で中村は8項目60内容の問題点を指摘し、9月25日の自民党無駄撲滅PTにおいても行った（YOUTUBE）。 2015年6月5日槇グループはキールアーチを中止すべきとの提言を記者会見で発表。7月1日再提言、7月18日工程の余裕を示す。 7月27日安倍首相が白紙撤回。7月30日再開に際し、守るべき項目を提言した。2016年世界7月号で槇、中村、大野の鼎談発表。
- 木創研の家は、ローコスト広窓ZEHとして、地方の工務店・建材メーカー、設計者の支援をしている。2019年現在13件の実績と木更津市でOFF-GRID住宅を設計・実施検証を行っている。
- 2028年からインドのAffordable HousingやモンゴルのGER地区計画に参加してOFFGRIDの必要性を痛感した。
- 日本でも浦和御園で再エネ融通の方法に触れて大きなGRIDだけでなく。小さな発電クラスターの重要性を認識した。
- ZEB建築やZEH住宅の太陽光発電をVPPとして融通し合い、OFFGRID分散型発電クラスターへの方向を検討し始めた。
- OFFGRIDのZEB建築ではCLT木材を利用したZEBオフィスを熊谷で設計し、エネルギー融通の実証をし、2021年には尼崎でAtomsWorld新社屋でZEB・OFFGRIDオフィスを実現した。
- 2018年よりインドのHousing for All政策に共鳴して、バンガロー市、ジョドプール市などでPassive 手法を利用したローコストのAffordable Housingを提案。
- 2018年よりADBアジア開発銀行省エネコンサルタントとして、モンゴルウランバートルのゲル地区再開発を提案。

## 受賞歴
- 「堯舜インタナショナルスクール」：2020　木の建築賞
- 「パッシブ型ゼロエネルギーハウス」：2015　ハウスオブザイヤーインエナジー優秀賞
- 「長久手公園西駅低炭素街区プロポーザル最優秀賞」2014　愛知県長久手市
- 「和光小学校・幼稚園」　　：2012　JIA環境建築賞優秀賞
- 「川湯の森病院―温泉エネルギーのカスケード利用―」2010　IBEC
- 「七沢希望の丘初等学校」　：2011　ARCASIA建築賞INSTITUTIONAL部門受賞
  - 2011　日本建築学会作品選奨
  - 2011　JIA環境建築賞優秀賞
  - 2010　リーフ賞ヨーロッパ先進建築家フォーラムアヲード
  - 2010　東京建築賞最優秀賞
  - 2010　日本建築士会連合会賞
  - 2009　神奈川建築コンクール最優秀賞　日本建築学会関東支部神奈川支所賞
- 「宇陀市立菟田野小学校」　：2008　日本建築学会作品選集
  - 2007　文教施設協会賞(公立学校優良施設表彰)
- 「風と光の家」 2004 フォレストモア奨励賞
- 「宇陀市営上笠神住宅」 2005 国土交通省住宅月間住宅局長賞
- 「海風のデッキ」 2004 神奈川県建築コンクール奨励賞
- 「横浜市立港北小学校－子どもの学習意欲を高める学校のリニューアル」
  - 2006　子ども環境学会デザイン賞
  - 2002　日本木材青壮年団体連合会木材活用コンクール賞
- 「諫早市森山保健センター」　：2005　農林水産省木材利用推進中央協議会会長賞
- 「大東文化大学板橋キャンパス」：2007　日本建築学会作品選奨
  - 2005　SB05Tokyo BEST POSTER AWARD
  - 2005　日本建築士会連合会賞
  - 2005　サステナブルデザイン賞　省エネルギー機構
  - 2005　JIA環境建築賞、　JIA優秀建築選2005
  - 2005　日本産業デザイン振興会　グッドデザイン賞
  - 2005　東京建築賞最優秀賞　東京都知事賞
  - 2005　環境・設備デザイン賞　環境デザイン部門優秀賞
  - 2004　エコビルド賞優秀賞
- 「北浦中学校」（基本設計）2005 文教施設協会賞
- 「いきいきらんど下條」2003 日本建築学会作品選奨、
  - 2002 日本木材青壮年団体連合会会長賞
- 「グランソール奈良」 2001 グッドデザイン賞
- 「余呉やまなみセンター・はごろもホール」
  - 2001 医療福祉建築賞
  - 2000 日本建築学会作品選集
  - 1999 グッドデザイン賞、
  - 1999 中部建築賞
- 「港区立六本木中学校」(基本計画) 1999 文教施設協会会長賞(公立学校優良施設表彰)
- 「旭町立旭中学校」
  - 2000 第7回公共建築賞優秀賞
  - 1999 日本建築学会作品選集
  - 1998 愛知まちなみ建築賞大賞、文部省<木の学校選集>特選
  - 1997 文部大臣奨励賞（公立学校優良施設最優秀賞）、BCS建築賞
  - 1996 中部建築賞
- 「浪合フォーラム」
  - 2000 日本建築家協会環境建築賞
  - 1999 日本建築学会作品選奨
  - 1996 東京建築賞最優秀賞、日本建築士会連合会賞優秀賞
  - 1993 SDレビュー入選
- 「日本大学付属東北高等学校アカシヤ館」 1999 郡山市さわやか建築文化賞優秀賞
- 「多摩ニュータウン唐木田地区」 1999 都市づくりパブリックセンター都市景観賞
- 「那須高原の家」 1996 栃木県　マロニエ建築賞
- 「炎彩画美術館計画」 1991 SDレビュー入選
- 「浜島赤い風」 1991 日本建築学会　作品選集
- 「石原なち子記念体育館」1980　日本建築家協会　新人賞（AUR長島孝一と協働）
- 「聖アンデレ教会信徒会館」1983 鹿島出版会　ＳＤレビュー入選
- 「大岡プロムナード」 1982 横浜市都市景観賞
- 「トヨタ鞍ヶ池記念館」1998 建設省公共建築100選　1995 愛知県豊田市景観賞

## 著書
- 「世界でいちばん受けたい　環境デザインの授業」ｴｸｽﾅﾚｯｼﾞ2017年2月共著
- 「SDGｓ未来を変える17の目標とまちづくり」2019年4月号BIOCITY特集
- 「東日本大震災復興の光と影」2018年7月号BIOCITY特集
- 「世界7月号検証新国立競技場問題　ポストオリンピックの社会のために　「槇グループは何をどう問題にしてきたか」槇文彦、中村勉、大野秀敏　2016年7月号岩波書店
- 「低炭素型社会構築のデザイン　自立する小さな環境世界へ」2016年10月号BIOCITY特集
- 「これからの建築士　職能を拡げる17の取り組み」2016年3月東京建築士会　学芸出版社
- 「建築士会技術研修テキスト建築環境編」共著（公社）日本建築士会連合会2015
- 「低炭素社会の理想都市と分散型エネルギーネットワーク」第一回＜2050年問題を考える＞～第十二回＜環境にやさしいパッシブ型の建築の基本その7＞ニューエネルギー2013年7月号～2016年7月号都市エネルギー協会
- 「3・11後の建築・まち－われわれは明日どこに住むか」責任編集　日本建築学会　彰国社2011共著、
- 「木の魅力を拡げる」木活協2011、
- 「低炭素社会へ向けた13のガイドライン」日本建築学会2011、
- 「早わかり木の学校」文部科学省2008共著、
- 「中村勉作品集　Reality,Criticality and Quality」建築ジャーナル社2007、
- 「2050年から環境をデザインする」責任編集　日本建築家協会　彰国社2007共著、
- 「環境建築読本」責任編集　日本建築家協会　彰国社2005共著、
- 「スクールリボリューション」彰国社2001長沢悟共著
- 『「2050年」から環境をデザインする』日本建築家協会、共著彰国社（2007年）